# نمایش فرعی
نمایش فرعی (انگلیسی: Sideshow) در فرهنگ سرگرمی آمریکا، یک نمایش جانبی و جذاب در رویدادهای سیرک یا نمایشگاه‌های سالانه بود. این نمایش‌ها می‌توانست شامل نمایش افراد عجیب و غریب ("Freakshow")، نمایش‌های قومی، برنامه‌های واریته مانند ودویل یا نمایش‌های اروتیک مانند بِرلسک باشد. این نمایش‌ها بیشتر برای مخاطبان عادی و طبقه کارگر جذاب بود.
نمایش‌های فرعی قبل از ظهور رسانه‌های الکترونیکی در دهه ۱۹۲۰ محبوب بودند. از آخرین نمایش‌های فرعی منظم با رنگ و بوی تاریخی و طنز می‌توان به Sideshows by the Seashore در کنی آیلند اشاره کرد.

## بازتاب و استفاده امروزی از این اصطلاح
موزیکال برادوی به نام Side Show (1997) به زندگی حرفه‌ای دوقلوهای به هم چسبیده، دیزی و ویولت هیلتون، در یک سوم اول قرن بیستم می‌پردازد.
این اصطلاح امروزه نیز به معنای چیزی فرعی اما تماشایی (و تا حدودی نامناسب) استفاده می‌شود. نمایش فرعی در ژانرهای ترسناک یا طنز می‌تواند به معنای فرد یا پدیده‌ای عجیب و غریب و نامتعارف باشد (مانند Sideshow Bob در سریال تلویزیونی سیمپسون‌ها).

## انواع

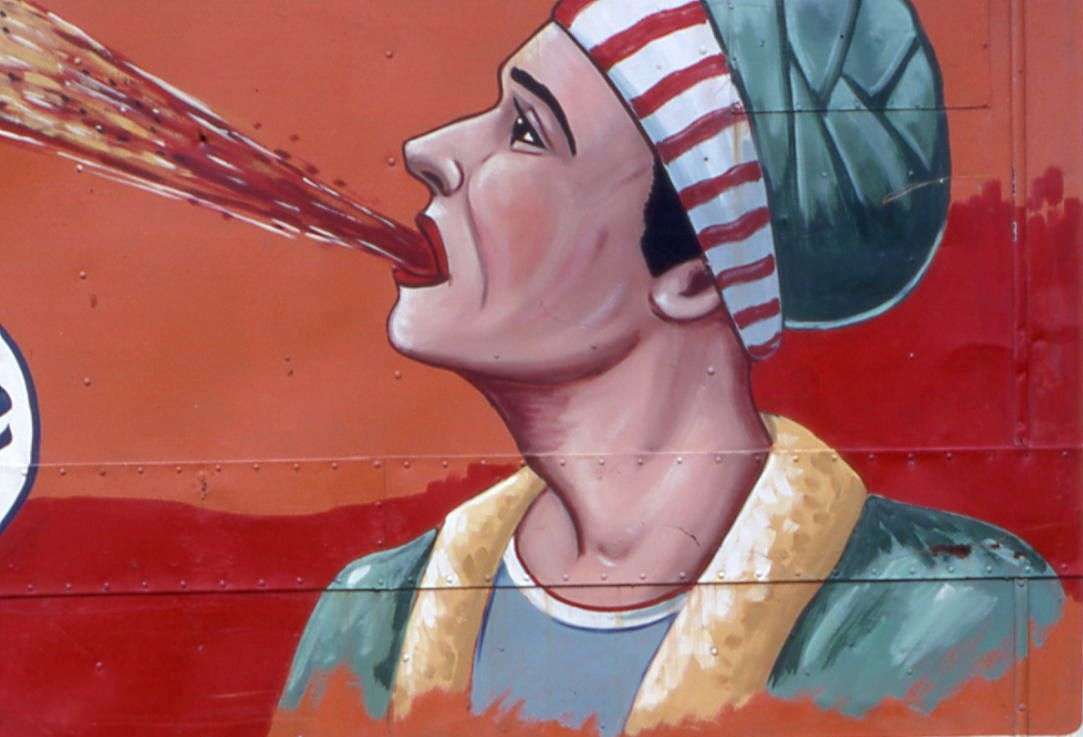
یک نقاشی از آتش دمیدن از دهان در بغل کامیونی در فلوریدا، ۱۹۶۶.

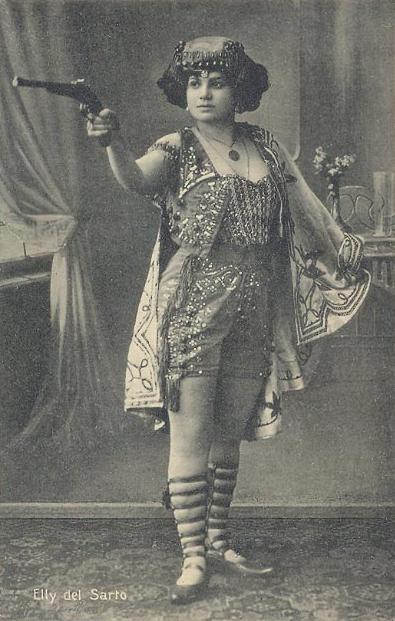
الی دل سارتو، یک بازیگر نمایش فرعی. حدود ۱۹۱۰ میلادی.

چهار نوع اصلی نمایش‌های عجیب و غریب در گذشته وجود داشت:
1. ده نمایش در یک چادر (Ten-in-One): این نمایش‌ها شامل ده برنامه پی‌درپی زیر یک چادر و با یک بلیط ورودی بودند. بخشی از نمایش‌ها به نمایش "افراد عجیب و غریب" اختصاص داشت. این افراد شامل کوتوله‌ها، غول‌ها یا افراد با بدشکلی‌های دیگر می‌شدند. همچنین، افراد خالکوبی‌شده، چاق یا بسیار لاغر نیز در این دسته جای می‌گرفتند. با این حال، برای تنوع، نمایش‌های دیگری مانند شعبده‌بازی یا حرکات آکروباتیک خطرناک نیز در این برنامه‌ها گنجانده می‌شد. اجراکنندگان این نمایش‌ها اغلب سوغاتی‌هایی مانند "انگشترهای غول" یا کارت‌هایی با عکس و داستان زندگی خود می‌فروختند. در پایان نمایش، یک بخش اضافی و پنهانی به نام "blowoff" (سورپرایز پایانی) یا "ding" (بخش ویژه) ارائه می‌شد که با هزینه اضافی قابل مشاهده بود. این بخش معمولاً به عنوان تحریک‌آمیز و نامناسب برای زنان و کودکان توصیف می‌شد.
2. نمایش تک‌نفره (Single-O): این نمایش‌ها شامل یک جاذبه منحصربه‌فرد بودند، مانند «ماشین مرگ بانی و کلاید» یا ماشین کارکنان هیتلر، موش غول‌پیکر، حیوانات غیرمعمول دیگر یا نمایش‌های عجایب که اغلب با عنوان «قربانی سوء مصرف مواد» تبلیغ می‌شدند.

- ۳- نمایش موزه (Museum Show): این نمایش‌ها، با عناوینی مانند "بزرگ‌ترین نمایش عجیب و غریب‌های گذشته و حال"، اغلب به صورت فریبنده تبلیغ می‌شدند. نمایش‌های موزه معمولاً شامل موجودات زنده نبودند و شامل آکواریوم‌های ماهی پیرانیا، قفس‌های حیوانات غیرمعمول، حیوانات عجیب و غریب خشک‌شده یا وسایل دیگری مانند سلاح‌ها یا ماشین‌های قاتلان معروف بودند. برخی از نمایش‌ها ممکن بود شامل عروسک‌ها یا عکس‌هایی از جاذبه‌های موردنظر باشند. این نمایش‌ها با عنوان "۱۰۰۰ دلار جایزه اگر واقعی نباشد" تبلیغ می‌شدند و از بازدیدکنندگان خواسته می‌شد به حیوانات دست نزنند یا به آنها غذا ندهند. نمایش‌های تک‌نفره و موزه معمولاً به صورت بدون وقفه و پیوسته اجرا می‌شدند که بازدیدکنندگان می‌توانستند در هر زمانی وارد شوند و نمایش‌ها را به دلخواه تماشا کنند.
- ۴- نمایش دختران (Girl Show): در این نمایش‌ها، زنان جاذبه اصلی بودند. این نمایش‌ها می‌توانستند از نمایش‌های "Broadway Revue" با لباس‌های کامل تا نمایش‌های "kootch" یا "hootchie-kootchie" (نمایش برهنه) با لباس‌های کم یا بدون لباس متفاوت باشند.